# Um Chapéu para Viagem
Um Chapéu para Viagem é um livro  da escritora brasileira Zélia Gattai (1916-2008), publicado em 1982. O livro retrata a vida de Jorge Amado e de sua família. O texto foi utilizado como tema de uma peça de teatro.